# Chinesische Weißbauchratte
Die Chinesische Weißbauchratte (Niviventer confucianus) ist eine Nagetierart aus der Gattung der Weißbauchratten (Niviventer) innerhalb der Altweltmäuse (Murinae). Sie ist über weite Teile der Volksrepublik China, den Norden von Myanmar sowie den Nordwesten von Vietnam und Thailand verbreitet.

## Merkmale
Die Chinesische Weißbauchratte erreicht eine Kopf-Rumpf-Länge von 11,6 bis 17,3 Zentimetern mit einem Schwanz von 14,4 bis 25,5 Zentimetern Länge. Die Hinterfußlänge beträgt etwa 28 bis 35 Millimeter, die Ohrlänge 21 bis 25 Millimeter. Der Schädel hat eine Gesamtlänge von 31,5 bis 38 Millimeter, seltener bis 43 Millimeter.
Das Rückenfell kann bei dieser Art weich mit langen Haaren oder borstig sein., die Rückenfärbung variierte von rotbraun bis dumpf braungrau helleren ockerfarbenen Körperseiten. Das Bauchfell ist blass gelblich weiß und vom Rückenfell scharf abgegrenzt, manchmal befindet sich ein sandfarbener Fleck in der Brustmitte. Der Schwanz ist etwas länger als die Kopf-Rumpf-Länge, er ist zweifarbig mit brauner Oberseite und weißlicher Unterseite; die Schwanzspitze ist vollständig weiß. Regional lässt sich die Art nur schwer von der Kastanien-Weißbauchratte (Niviventer fulvescens) unterscheiden und in Gebieten, in denen beide Arten vorkommen, ist die Chinesische Weißbauchratte in der Regel dunkler gefärbt und hat eine schmalere Schnauze.

## Verbreitung
Die Chinesische Weißbauchratte ist über weite Teile der Volksrepublik China, den Norden von Myanmar sowie den Nordwesten von Vietnam und Thailand verbreitet. Das Verbreitungsgebiet in China umfasst Anhui, Peking, Fujian, Gansu, Guangdong, Guangxi, Guizhou, Hebei, Henan, Hubei, Hunan, Jiangsu, Jiangxi, Jilin, Liaoning, die Innere Mongolei, Ningxia, Qinghai, Shaanxi, Shandong, Shanghai, Shanxi, Sichuan, Tianjin, Tibet, Yunnan und Zhejiang.

## Lebensweise
Die Chinesische Weißbauchratte lebt in sehr vielen unterschiedlichen Habitaten und Lebensräumen vom Primärwald bis in landwirtschaftliche Flächen, in Sekundärwaldgebieten ist sie dabei doppelt so häufig wie im Primärwald. In Thailand kommt sie in bewaldeten Bergwäldern vor.

## Systematik
Die Chinesische Weißbauchratte wird als eigenständige Art innerhalb der Weißbauchratten (Niviventer) eingeordnet, die aus 17 Arten besteht. Die wissenschaftliche Erstbeschreibung stammt von dem französischen Naturkundler Alphonse Milne-Edwards, der die Art 1871 anhand von Individuen aus Baoxing in Sichuan beschrieb. Die Art wurde teilweise mit der Großen Himalaya-Weißbauchratte (Niviventer niviventer) zusammengeführt und als Synonym betrachtet. Tiere, die auf Taiwan gefunden und dieser Art zugeordnet wurden, gehören zu der teilweise als Unterart angesehenen Taiwan-Weißbauchratte (Niviventer culturatus), Tiere von Hainan zur Indochinesischen Weißbauchratte (Niviventer tenaster).

## Status, Bedrohung und Schutz
Die Chinesische Weißbauchratte wird von der International Union for Conservation of Nature and Natural Resources (IUCN) als nicht gefährdet (least concern) eingeordnet. Begründet wird dies mit dem großen Verbreitungsgebiet, den angenommen großen Beständen in ihrem Verbreitungsgebiet und dem geringen Rückgang der Bestände. Potenzielle Gefährdungen sind nicht bekannt.

## Belege
1. 1 2 3 4  Darrin Lunde, Andrew T. Smith: Confucian Niviventer. In: Andrew T. Smith, Yan Xie: A Guide to the Mammals of China. Princeton University Press, Princeton NJ 2008, ISBN 978-0-691-09984-2, S. 266–267.
2. 1 2 3 4  Niviventer confucianus in der Roten Liste gefährdeter Arten der IUCN 2016.2. Eingestellt von: D. Lunde, A.T. Smith, 2008. Abgerufen am 10. November 2016.
3. 1 2  Niviventer confucianus. In: Don E. Wilson, DeeAnn M. Reeder (Hrsg.): Mammal Species of the World. A taxonomic and geographic Reference. 2 Bände. 3. Auflage. Johns Hopkins University Press, Baltimore MD 2005, ISBN 0-8018-8221-4.